# Milen Ruskov
Milen Ruskov (Burgas, 1966) é um um escritor e tradutor búlgaro. Ele se formou na Universidade de Sófia em 1995. Os temas dos seus três romances publicados foram vários medieval e início da era moderna que envolve cultura ocidental ou Revival búlgaro e os números do movimento de libertação nacional.

## Obras
Ele já publicou três romances, cada um dos quais foi galardoado com vários prêmios literários.
- Enciclopédia bolso de Mistérios (2004);
- Jogado na Nature (2008, BG;  "Thrown into Nature" 2011, EUA);
- Vazvisheniya (2011); Ganhou em 2012 o premio do Ministério da Cultura e o Prêmio Nacional de Literatura